# Варшавский метрополитен
Варша́вский метрополите́н (пол. Metro Warszawskie) — система метрополитена в Варшаве. Является одной из новейших в Европе, первой и единственной в Польше. Открыт 7 апреля 1995 года и состоит из двух линий, соединяющих центр Варшавы с плотно населёнными южными и северными предместьями (линия М1, север — юг) и район Воля с Прагой (линия М2, запад — восток).

## История
Проекты строительства метро в Варшаве существовали ещё с 1918 года, когда впервые появились планы постройки подземки в столице вновь образованного государства. Подземная железная дорога, как предполагалось, решит возникшую транспортную сложность плотно застроенного городского центра. Однако постигший Вторую Речь Посполитую, как и весь мир, мировой экономический кризис похоронил эти планы, дав дальнейшее развитие трамвайному хозяйству Варшавы. 
Вопрос о строительстве метро возобновился в Польше уже в 1930-х годах; тогда планировались две линии подземной железной дороги, работы по которым начались в 1938 году, однако планам помешала Вторая мировая война. Сегодня небольшие участки того метро (тоннели) служат винными погребами.
В 1950-х годах для решения транспортных проблем и для военных целей назрела необходимость строительства глубокого метрополитена, линия которого, пересекающая Вислу (с запада на восток), могла бы при необходимости служить подземным переходом войск через реку. Однако со смертью И. В. Сталина работа по техническим причинам была приостановлена, а с 1957 года уже построенный тоннель длиной 771 метр был заброшен. 
В 1975 году в Варшаве начал работу штаб, который возглавил инженер Тадеуш Куликовский — этой организации было поручено разработать проект первой линии варшавского метро протяжённостью 23,5 км.
По разным причинам начать строительство метро не смогли вплоть до начала 1980-х годов.

## Первая линия
В 1982 году программа строительства метрополитена в столице Польши была одобрена правительством страны, началось сооружение первых тоннелей. Открытие метро с одиннадцатью станциями состоялось в 1995 году.

## Вторая линия
16 августа 2010 года началось строительство станций центрального участка второй линии:
- «Бемово»
- «Ульрыхув»
- «Ксенця Януша»
- «Млынув»
- «Плоцка»
- «Рондо Дашиньскего»
- «Рондо ОНЗ»
- «Свентокшиска». Переход на одноимённую станцию 1 линии, первый пересадочный узел.
- «Новы Свят — Универсытет»
- «Центрум Науки Коперник»
- «Стадион Народовы»
- «Двожец Виленьски»
- «Шведска»
- «Таргувек Мешканёвы»
- «Троцка»
- «Зацише»
- «Кондратовича»
- «Брудно»

8 марта 2015 года центральный участок второй линии был официально открыт для пассажиров.
15 сентября 2019 года открыт участок продления линии 2 на восток, 3 станции, длина 3,1 км.
4 апреля 2020 года открыт участок продления линии 2 на запад, 3 станции, 3,4 км.
30 июня 2022 года открыт участок продления линии 2 на запад, 2 станции, 2,1 км.
28 сентября 2022 года открыт участок продления линии 2 на восток, 3 станции, 3,9 км.
В июле 2024 года началось строительство трех новых станций линии М2: Lazurowa, Chrzanów и Karolin.

## Третья линия
На будущей линии запланированы 7 станций. Начало на станции Стадион Народовы, пересадка на линию 2.
15 марта 2021 года президент Варшавы сообщил, что город принял решение строить третью линию. Первые 6 станций будут готовы к 2028 году.

## Станции

### Хронология пусков
| Участок                                                     | Линия | Дата пуска       | Длина   | Кол-во станций |
| ----------------------------------------------------------- | ----- | ---------------- | ------- | -------------- |
| «Кабаты» — «Политехника»                                    | M1    | 7 апреля 1995    | 11,1 км | 11             |
| «Политехника» — «Центрум» (без станции «Плац Констытуцйи»)  | M1    | 26 мая 1998      | 1,4 км  | 1              |
| «Центрум» — «Ратуш Арсенал»                                 | M1    | 11 мая 2001      | 1,7 км  | 2              |
| «Ратуш Арсенал» — «Двожец Гданьски» (без станции «Муранув») | M1    | 20 декабря 2003  | 1,5 км  | 1              |
| «Двожец Гданьски» — «Плац Вильсона»                         | M1    | 8 апреля 2005    | 1,5 км  | 1              |
| «Плац Вильсона» — «Марымонт» (в режиме челночного движения) | M1    | 29 декабря 2006  | 0,9 км  | 1              |
| «Марымонт» — «Слодовец»                                     | M1    | 23 апреля 2008   | 1 км    | 1              |
| «Слодовец» — «Млоцины»                                      | M1    | 25 октября 2008  | 2.6 км  | 3              |
| «Рондо Дашиньскего» — «Двожец Виленьски»                    | M2    | 8 марта 2015     | 6,1 км  | 7              |
| «Двожец Виленьски» — «Троцка»                               | M2    | 15 сентября 2019 | 3,1 км  | 3              |
| «Рондо Дашиньскего» — «Ксенця Януша»                        | M2    | 4 апреля 2020    | 3,4 км  | 3              |
| «Ксенця Януша» — «Бемово»                                   | M2    | 30 июня 2022     | 2,7 км  | 2              |
| «Троцка» — «Брудно»                                         | M2    | 28 сентября 2022 | 5,8 км  | 3              |

## Депо
В настоящее время функционирует единственное депо «Кабаты», которое расположено южнее одноимённой станции. Строится депо «Каролин», которое будет располагаться западнее одноимённой станции.

## Подвижной состав

### Пассажирский подвижной состав

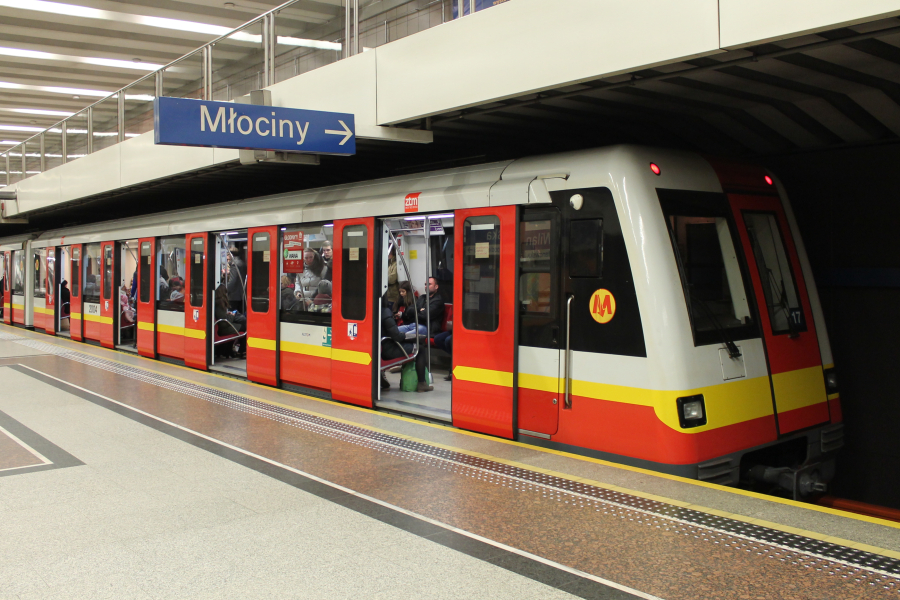
Поезд Alstom Metropolis 98B на станции Виляновска.

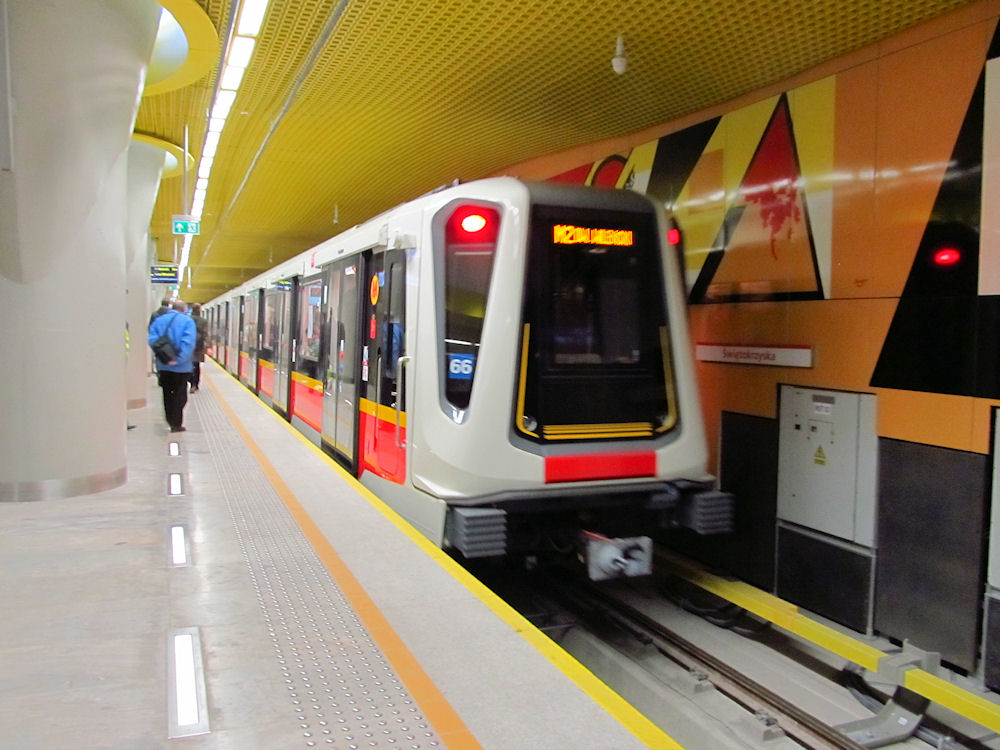
Поезд Siemens Inspiro на станции Свентокшиска.

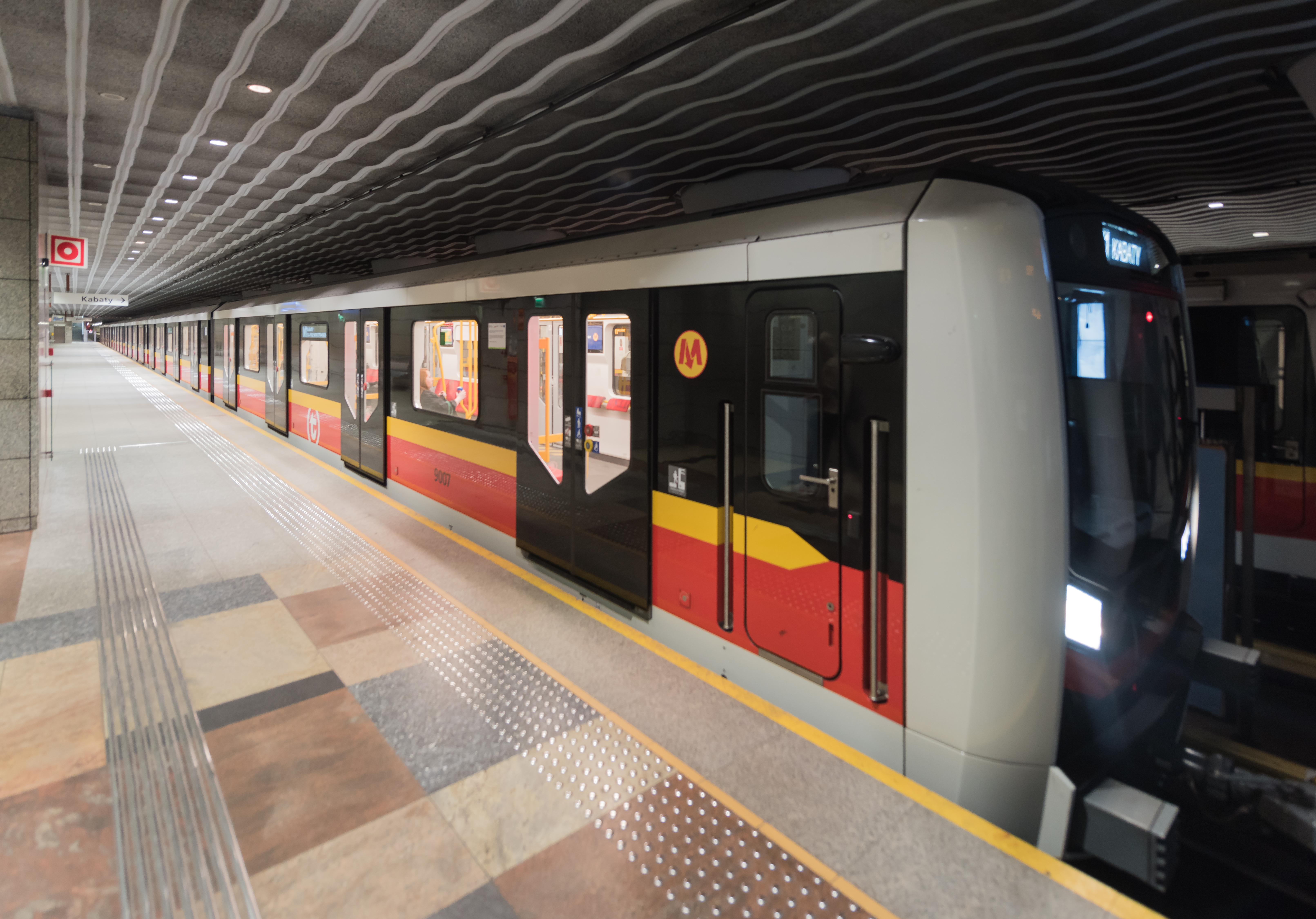
Поезд Škoda Varsovia на станции Млоцины.

Первоначально все варшавские метровагоны были советского и российского производства. В 1990 году за 5 лет до открытия метрополитена в Варшаву (в качестве подарка СССР Польше) прибыли 10 вагонов 81-717.3/714.3. Они были изготовлены на Мытищинском машиностроительном заводе (Мытищи, Московская область). Последующие вагоны прибыли с завода имени Егорова (Санкт-Петербург) в 1994 году: 81-572/573 — 32 вагона и в 1997 году: 81-572.1/573.1 — 18 вагонов. В 1998 году были заказаны 108 новых вагонов фирмы Альстом (24 вагона были собраны в Барселоне, остальные в Хожуве). В 2006 году для удлинения существующих составов были заказаны 2 партии дополнительных вагонов на Мытищинском машиностроительном заводе (Мытищи, Подмосковье): 81-714.3. Первая партия из 14 вагонов 81-714.3 прибыла в Варшаву к концу I квартала 2007 года. Вторая партия из 16 вагонов 81-714.3 прибыла в IV квартале 2007 года. В 2007 году на заводе «Вагонмаш» (Санкт-Петербург) были заказаны 10 головных вагонов модели 81-572.2 и 20 промежуточных вагонов модели 81-573.2. В 2009 году на заводе «Вагонмаш» (Санкт-Петербург) заказаны дополнительные 4 головных 81-572.2 и 8 промежуточных вагонов модели 81-573.2.
По состоянию на конец 2009 года из 40 6-вагонных составов метро 18 из Франции (Alstom Metropolis 98B) и 22 из России (15 составов из вагонов типа 81-717.3/714.3 (1990 и 2007 года выпуска), 81-572/573 (1994 года выпуска), 81-572.1/573.1 (1997 года выпуска) и 7 более новых составов 81-572.2/81-573.2 (2008—2009)).
С 2012 года началась поставка поездов Siemens Inspiro, производства консорциума Siemens AG и Newag S.A.. После продолжительных испытаний первый поезд был запущен с пассажирами в октябре 2013 года.
Для удобства пассажиров на станционных табло, отображающих время до прибытия ближайшего поезда, также отображается модель ближайшего прибывающего состава.
В 2022 году в депо «Кабаты» поступили шесть новых составов, получивших имя Škoda 21/22/23Mt Varsovia. Всего руководство Варшавы закупило 37 составов.

### Передача подвижного состава на Украину
В январе 2023 года появилась информация о передаче 60 вагонов (10 шестивагонных составов, которые в дальнейшем преобразуются в пятивагонные) в Киевский метрополитен.
29 марта 2023 года впервые за всю историю варшавского метро был отстранён от эксплуатации состав из вагонов модели 81-572 и 81-573.1 (№ 013-417-418-426-427-014) для передачи в Киев.
30 ноября 2023 года эксплуатация «Номерных» завершилась. В качестве ретросостава сохранили поезд 81-717.3/714.3 № 003-401-402-403-404-004.

## Перспективы
Запланирована третья линия, соединяющая центр с югом города.

Запланированы, но не построены 2 промежуточные станции первой линии:

Расположение перспективных станций «Площадь Конституции» и «Муранув» на схеме Варшавского мет

- «Плац Констытуцйи»
- «Муранув»

## Голосовые сообщения
В поездах советского и российского производства, а также в поездах производства Alstom, объявления читаются голосом Ксаверия Ясеньского. Диктором второй линии метро, по итогам открытого конкурса, стал Мацей Гудовский. Объявления Гудовского также звучат на первой линии метро в поездах модели Siemens Inspiro. Объявления имеют следующий вид: при отправлении поезда со станции звучит звуковой сигнал в виде тройного гудка, затем речевое сообщение: «Następna stacja: <название станции>» (Следующая станция: <название станции>). В поездах серии Siemens Inspiro также присутствует объявление при прибытии на станцию: «Stacja: <название станции>. Drzwi otwierają się z lewej/prawej strony» (Станция: <название станции>. Двери открываются с левой/правой стороны).
Помимо прочего, для пересадочных станций предоставляются дополнительные объявления:
- Для станции «Центрум»: «Następna stacja: Centrum. Możliwość przesiadki do pociągów podmiejskich i dalekobieżnych.» (Следующая станция: Центрум. Возможность пересадки к поездам пригородного и дальнего следования)
- Для станций «Двожец Гданьски», «Стадион Народовы» и «Двожец Виленски»: «Następna stacja: <название станции>. Możliwość przesiadki do pociągów podmiejskich.» (Следующая станция: <название станции>. Возможность пересадки к пригородным поездам)
- Для обеих станций «Свентокшиска»: «Następna stacja: Świętokrzyska. Możliwość przesiadki do pociągów linii metra <M1/M2>» (Следующая станция: Свентокшиска. Возможность пересадки к поездам линии метро <M1/M2>).

Кроме того, существует ряд дополнительных объявлений, таких как «Proszę nie opóźniać odjazdu pociągu» (просьба не задерживать отправление поезда), которые может воспроизводить машинист при необходимости.

## Галерея

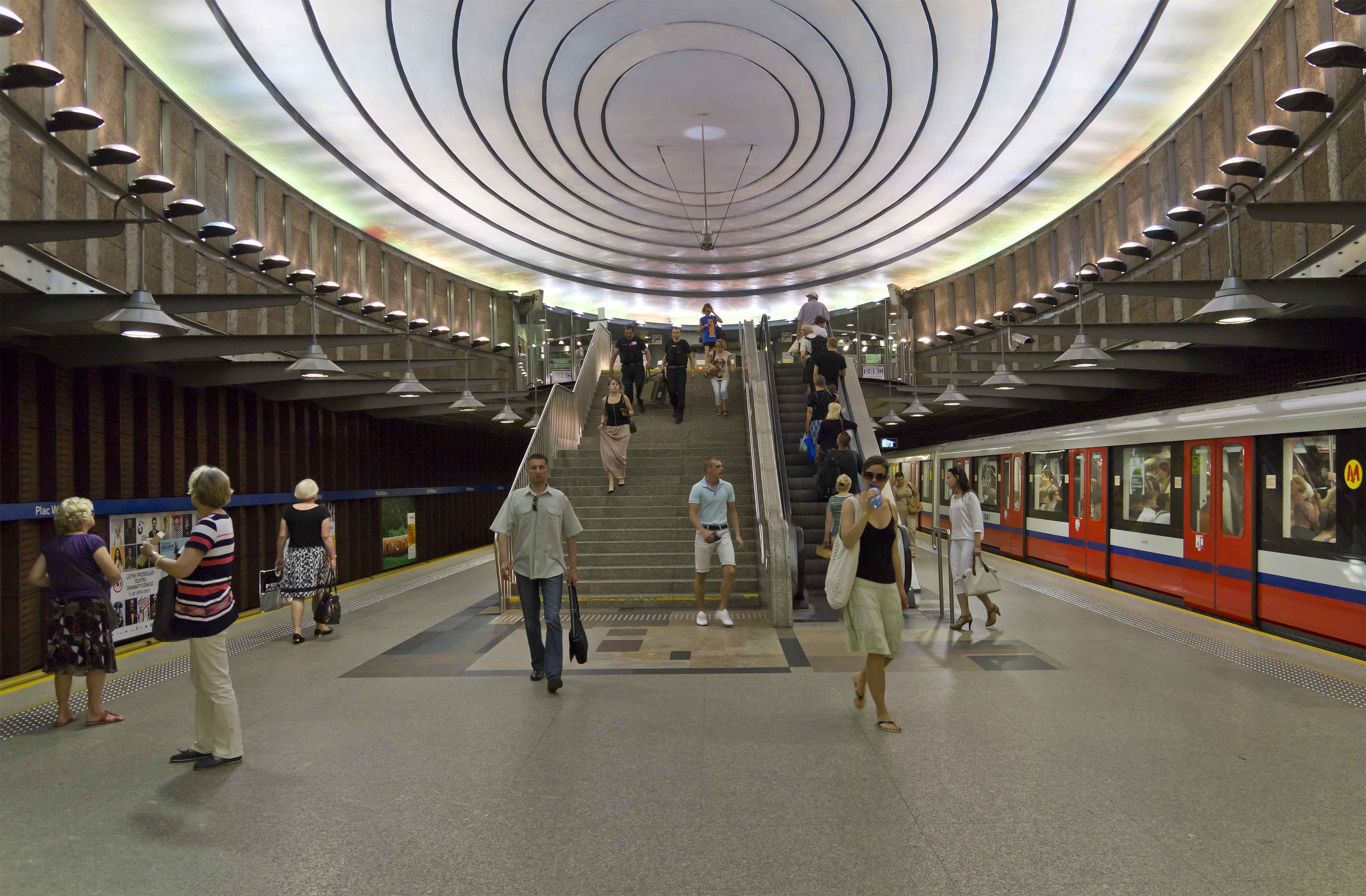
Станция «Плац Вильсона»
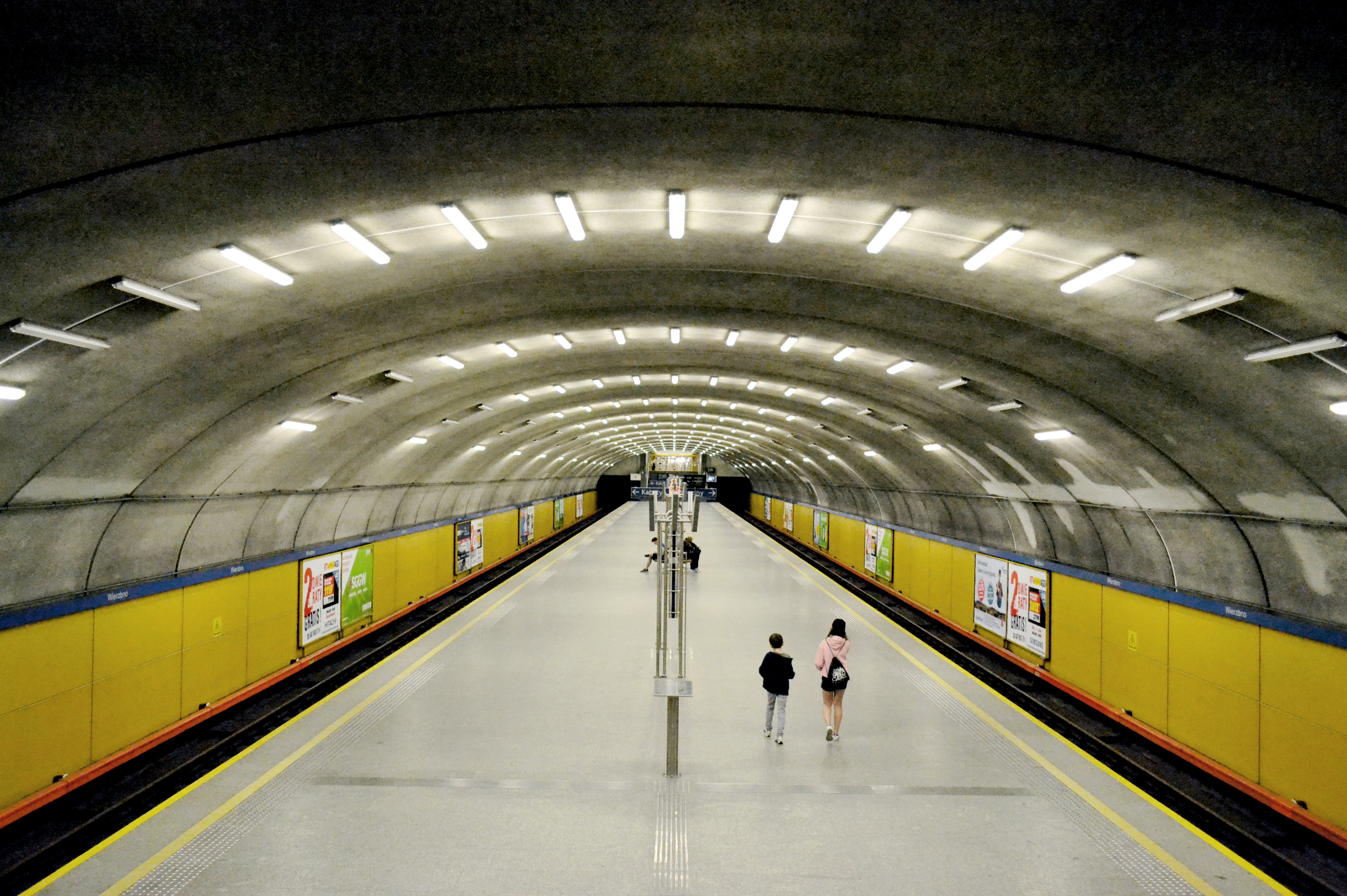
Станция «Вежбно»
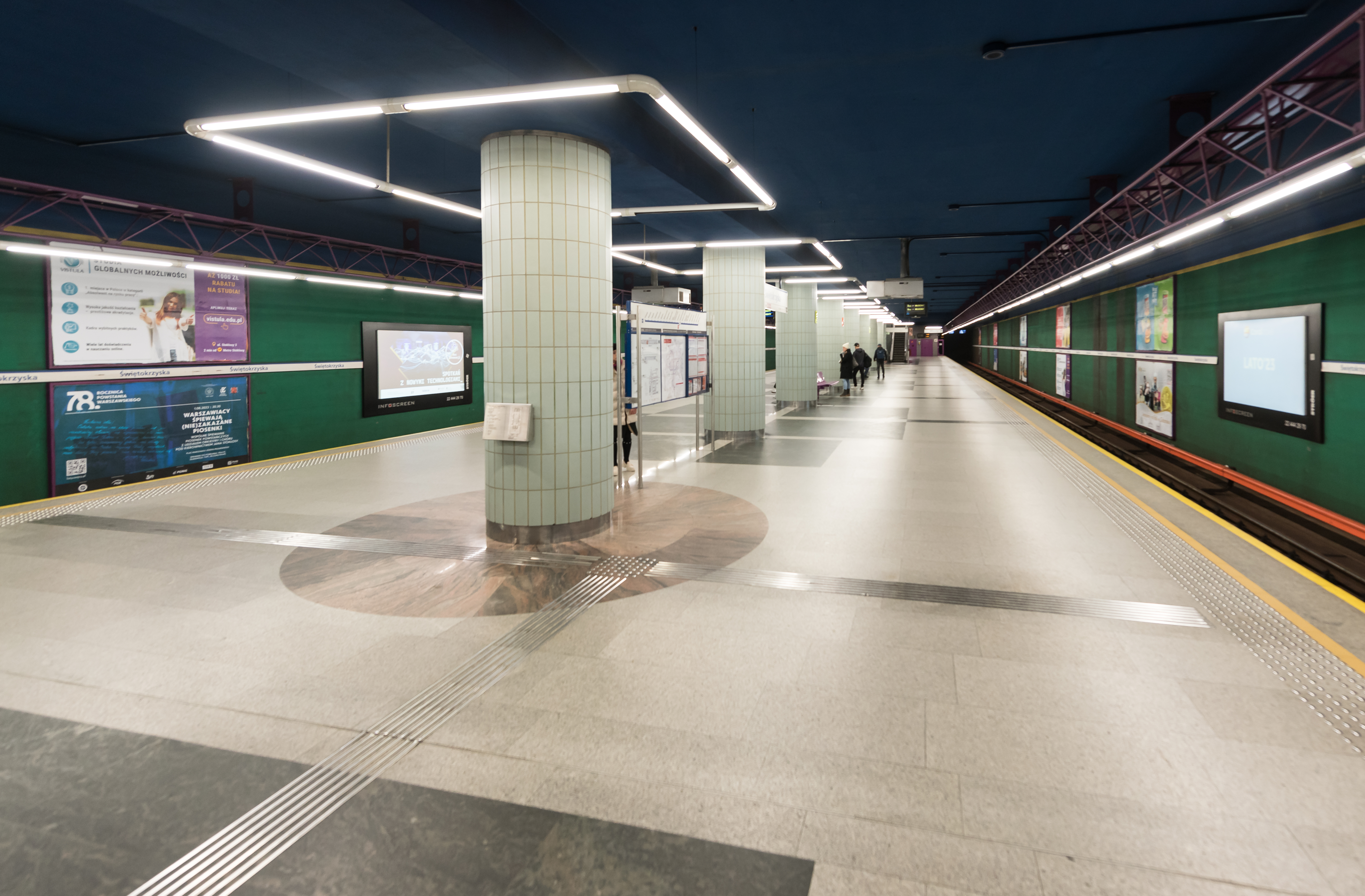
Станция «Свентокшиска»
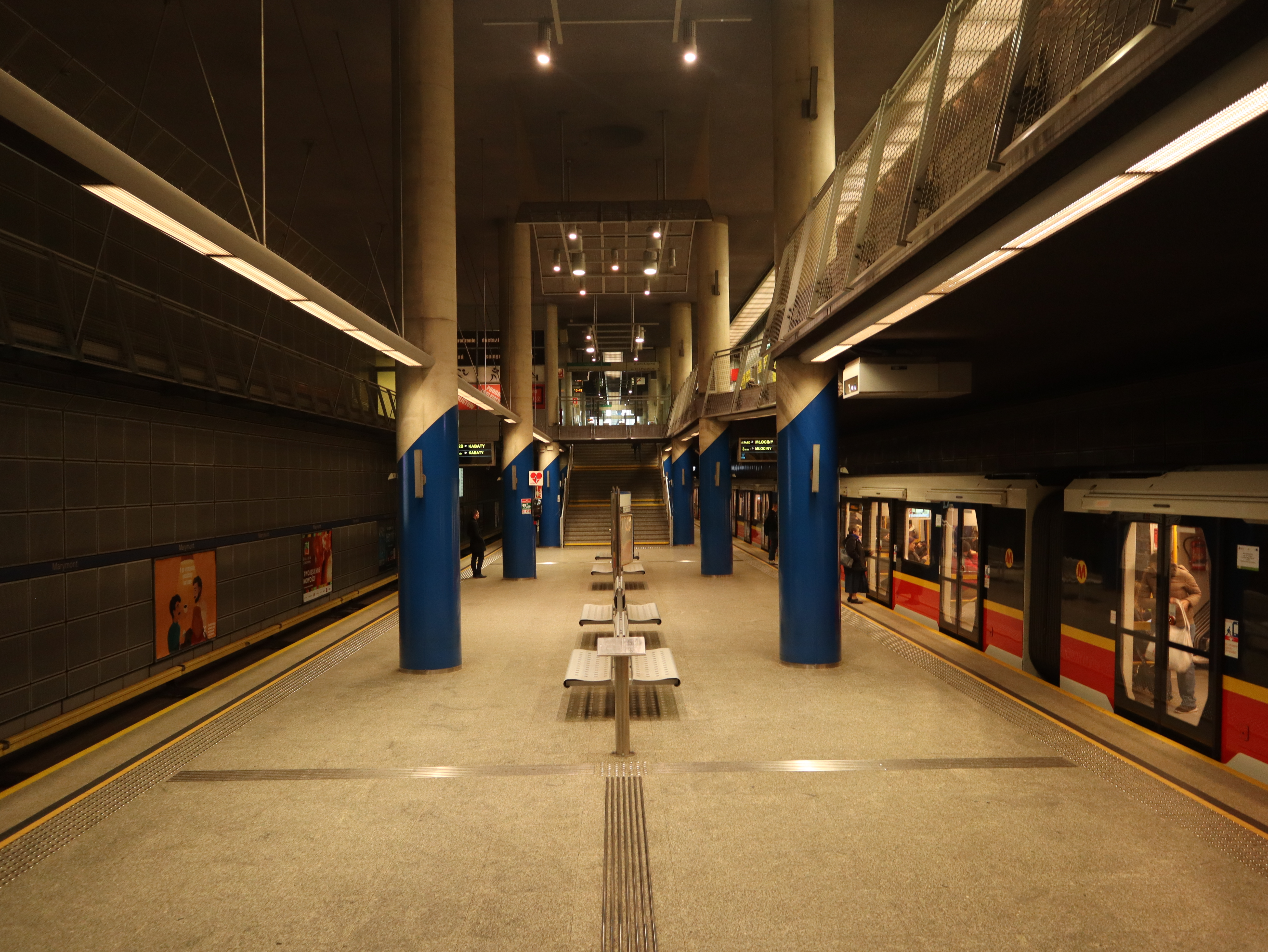
Станция «Марымонт»
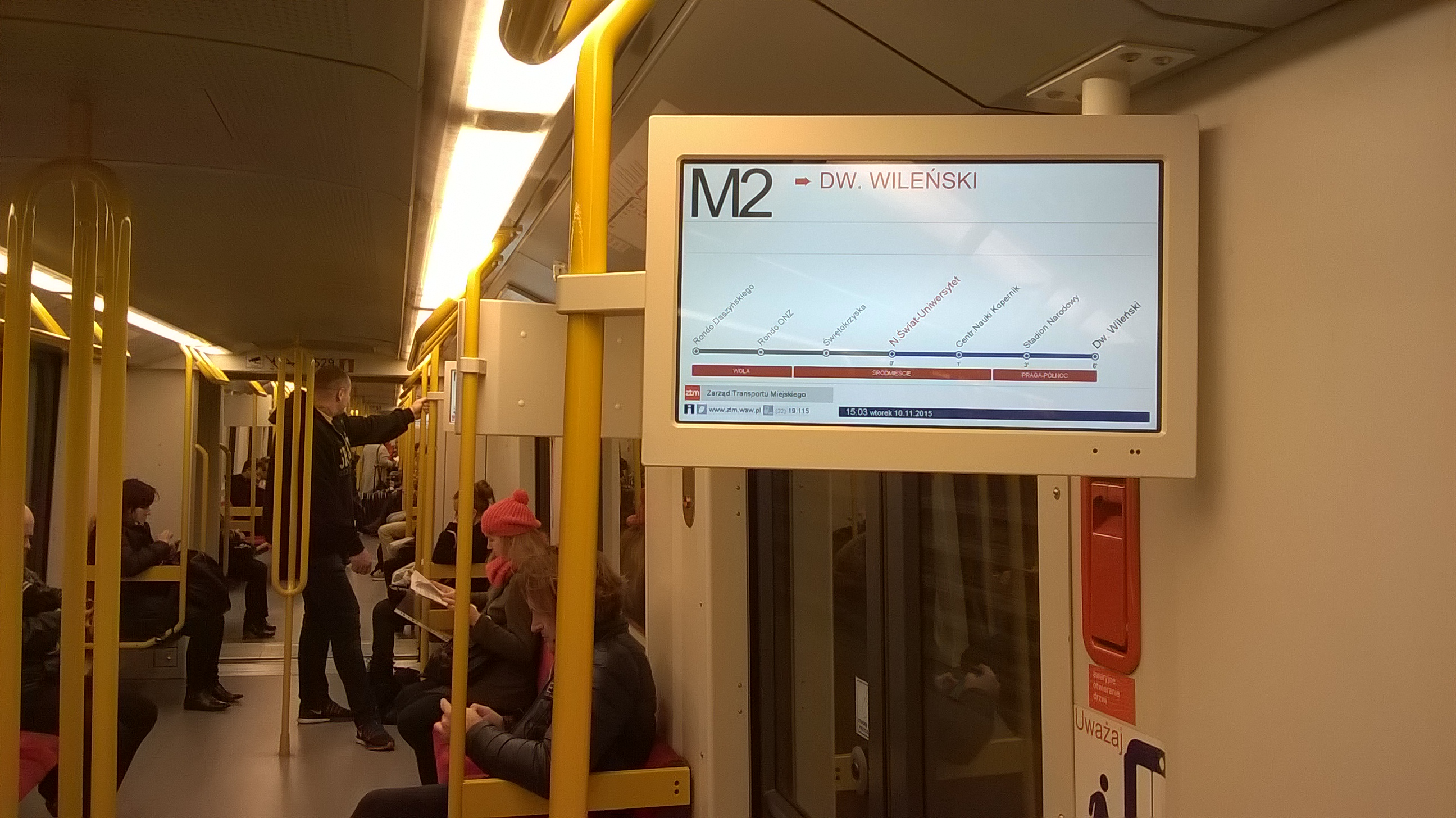
Внутри вагона метро второй линии
Современная схема варшавского метро